# Nápoly III. kerülete
Nápoly III. kerületét a következő városnegyedek alkotják:

## Stella
A Stella Nápoly egyik negyede a történelmi óvárostól északkeletre. Nyugati végét a Piazza Cavour zárja le.

## San Carlo all'Arena

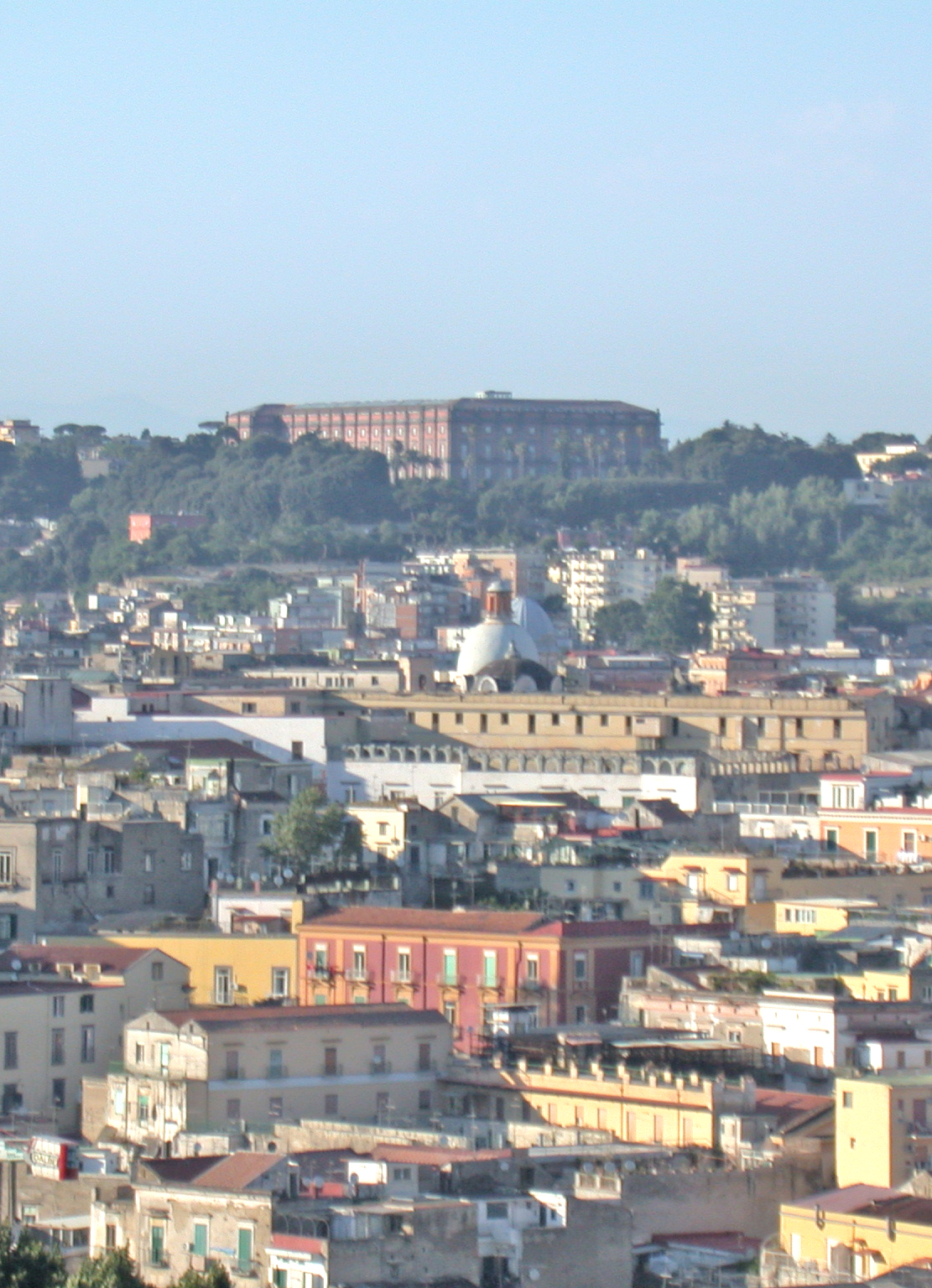
A Capodimonte-palota látképe

A San Carlo all'Arena Nápoly egyik negyede a történelmi óvárostól északkeletre. Központja a Piazza Carlo III. Legfőbb látnivalója az Albergo dei Poveri valamint a Capodimonte-palota.

## Külső hivatkozások
- http://www.comune.napoli.it